# Rhodocleptria
Rhodocleptria is een geslacht van vlinders van de familie uilen (Noctuidae), uit de onderfamilie Heliothinae.

## Soorten
- R. feildi Erschoff, 1874
- R. incarnata Freyer, 1839